# Elna Widerström
Elna Widerström, född 5 maj 2004, är en svensk mästare i simhopp. Hon tävlar för SK Poseidon och svenska juniorlandslaget, Widerström uttogs till juniorlandslaget första gången 2018.
Vid EM 2024 i Belgrad tog Widerström guld i enmeterssvikten samt silver i parhopp från tremeterssvikten tillsammans med Nina Janmyr. Vid simhopps-EM 2025 i Antalya tog hon silver i enmeterssvikten.